# Озеричино
Озеричино (бел. Азяры́чына) — агрогородок в Пуховичском районе Минской области Республики Беларусь. Входит в состав Новопольского сельсовета.

## География
Расположен в 35 км на северо-запад от Марьиной Горки, 33 км от Минска, 13 км от железнодорожной станции Руденск на линии Минск — Осиповичи.
Пролегает дорога Н-9350.

### Гидрография
На правом берегу реки Птичь (приток Припяти).

## Этимология
Название происходит от озера, у которого основано поселение. Это озеро сейчас является одним из болот в поле. По мнению краеведов Дмитрия и Юрия Санько, это болото Га́лое, расположенное к югу от центральной части деревни.

## История

### Древность
Озеричино относится к древним поселениям. Территория, на которой расположена деревня, начала заселяться в эпоху мезолита. В конце XIX века краевед Александр Ельский нашел в урочищах Водяное болото и Будникова гора сверленые топоры, древние орудия передавали крестьяне Генриху Вейсенгофу из Русаковичей, артефакты сейчас хранятся в фондах Варшавского археологического музея. Также материалы эпохи мезолита были найдены в 2017 году исследователем Еленой Касюк.

### Великое Княжество Литовское

Герб «Задора» рода Кезгайлов, первых известных владельцев Озеричино.

В XV веке Озеричино — собственность магнатского рода Кезгайлов, входила в состав так называемого «Бакштанского графства». Поселение входило в состав Минского уезда Виленского, с 1566 года Минского воеводства Великого Княжества Литовского.
В 1447 году Станислав Кезгайло, стольник или чашник литовский, через свою религиозность отдает часть бакштанских имений вместе с городом Игуменом и 2000 крестьянами в собственность епископам виленским. Эта передача включала Озеричино, а также соседние деревни и имения: Узляны, Пережир, Лешницу, Токарню и др.
Неопределённость границ Озеричино стала причиной судебных процессов между собственниками окрестностей. Это вызвало размежевание имений в 1569 году, внесённое в акт Минского городского суда 5 апреля 1571 года. В 1636 году произошел спор о границах с имениями Цитва, которые были в собственности Швыковских. Велись формальные бои, пока король Владислав Ваза универсалом 23 июня 1636 года не отправил отдельную комиссию на место для разрешения спора. В 1639 году возникли пограничные споры с имением Русаковичи со стороны Дудичей, перешедших в уголовный процесс в 1642—1643 годах.

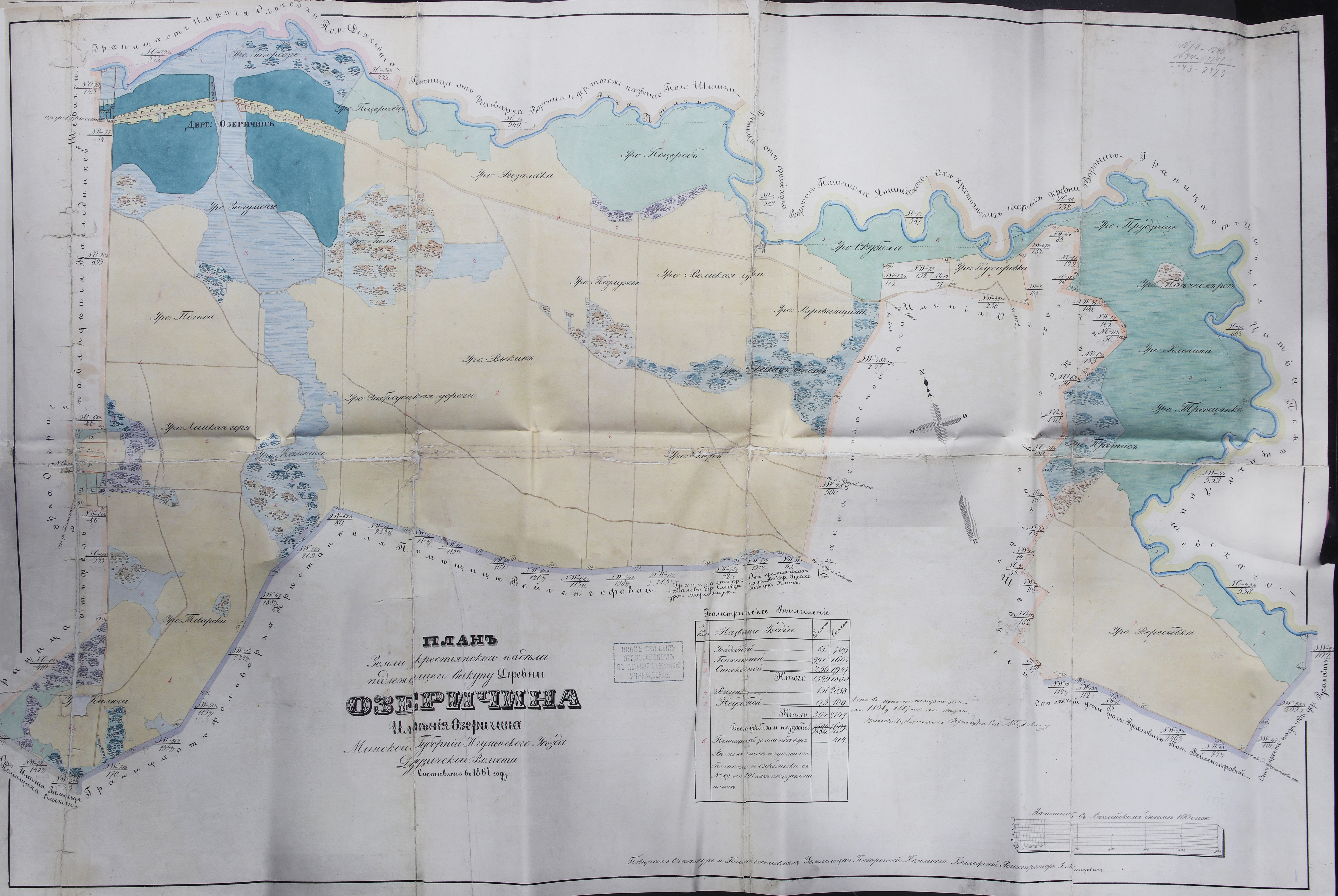
План Озеричино 1867 года.

### В составе Российской империи
В результате второго раздела Речи Посполитой 1793 года территория оказалась в составе Российской империи. Вошло в состав Игуменского уезда Минской губернии. Озеричино, как собственность Виленского епископства, было национализировано, а позже передано в собственность генерала Ивана Шевича сербско-российского происхождения. По словам Александра Ельского, собственники никогда не жили в Озеричино,а имение сдавалось в аренду местным.
В 1813 году на деньги гражданина Климантовича на месте старой была построена новая деревянная униатская церковь, принадлежавшая к приходу Узляны. В 1860 году повинность крестьян Озеричино составляла от 104 до 156 дней крепостничества со двора для мужчин и женщин, а также по 12 дней угона для рабочих душ мужского и женского пола, владельцами Озеричино были Шевичи и Бушенево. После 1861 года деревня Озеричино в составе Дудичской волости Игуменского уезда Минской губернии, центр Озерицкой сельской общины.
В 1885 году Озеричин, деревня бывшая владельческая, при реке Птичь, дворов 88, жителей 844, церковь православная.
Согласно списку землевладельцев Минской губернии 1889 года, крупными землевладельцами в деревне были 88 крестьян, православные, удел составляет 210 десятин. Землевладельцами имения Озеричино, наделом 1045 десятин, владеют Шевичи Иван и Сергей, дворяне, православные. Согласно переписи 1897 года работает церковь, школа церковной грамоты, лавка, питейный дом, хлебозапасный магазин, в имении Шевича была водяная мельница.

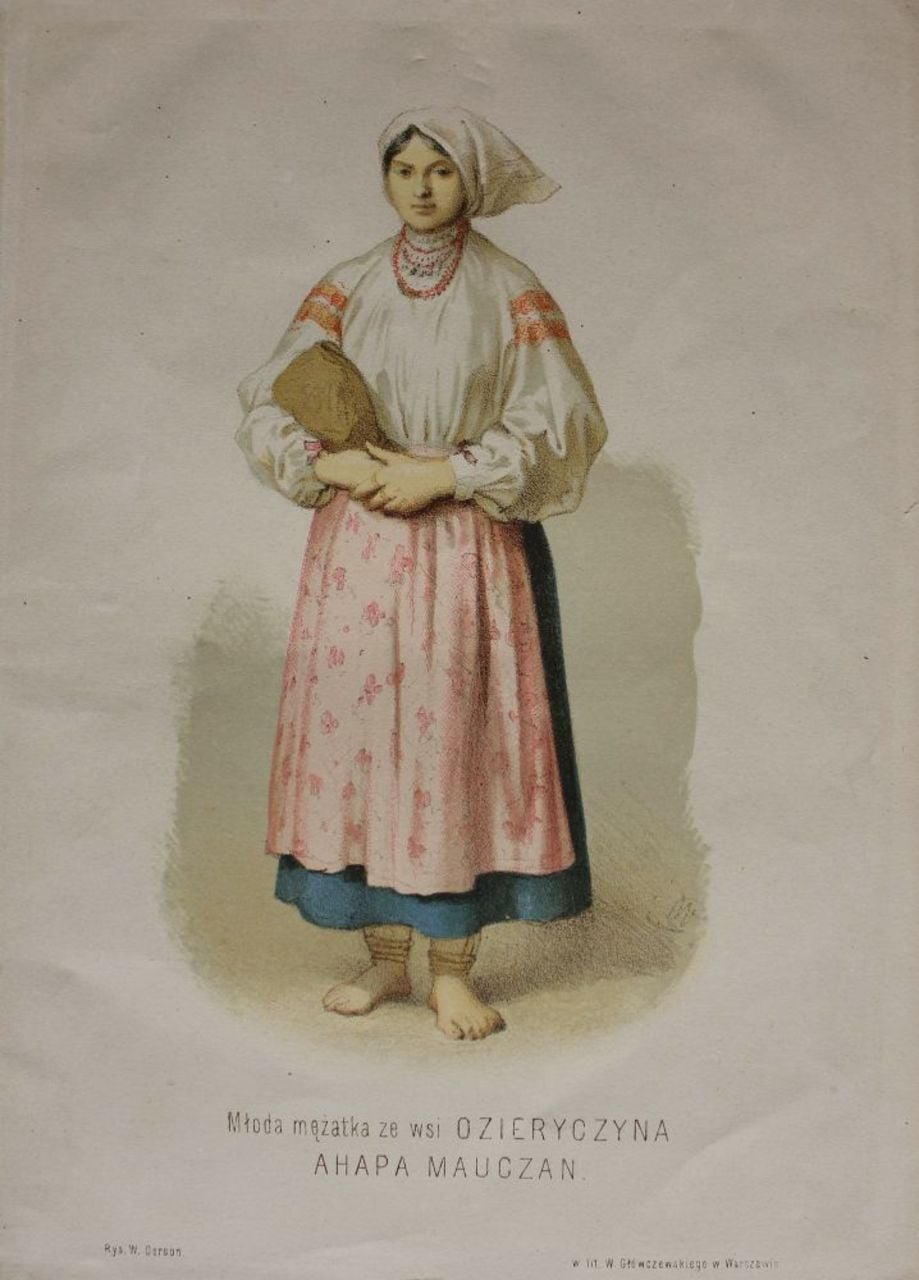
Хромолитография Агапы Молчан, жительницы деревни Озеричино. Эскиз сделан Игнатием Врублевским водными красками 23 апреля 1889 года, позже рисунок выполнил Войцех Герсон, хромолитография Главчевского.

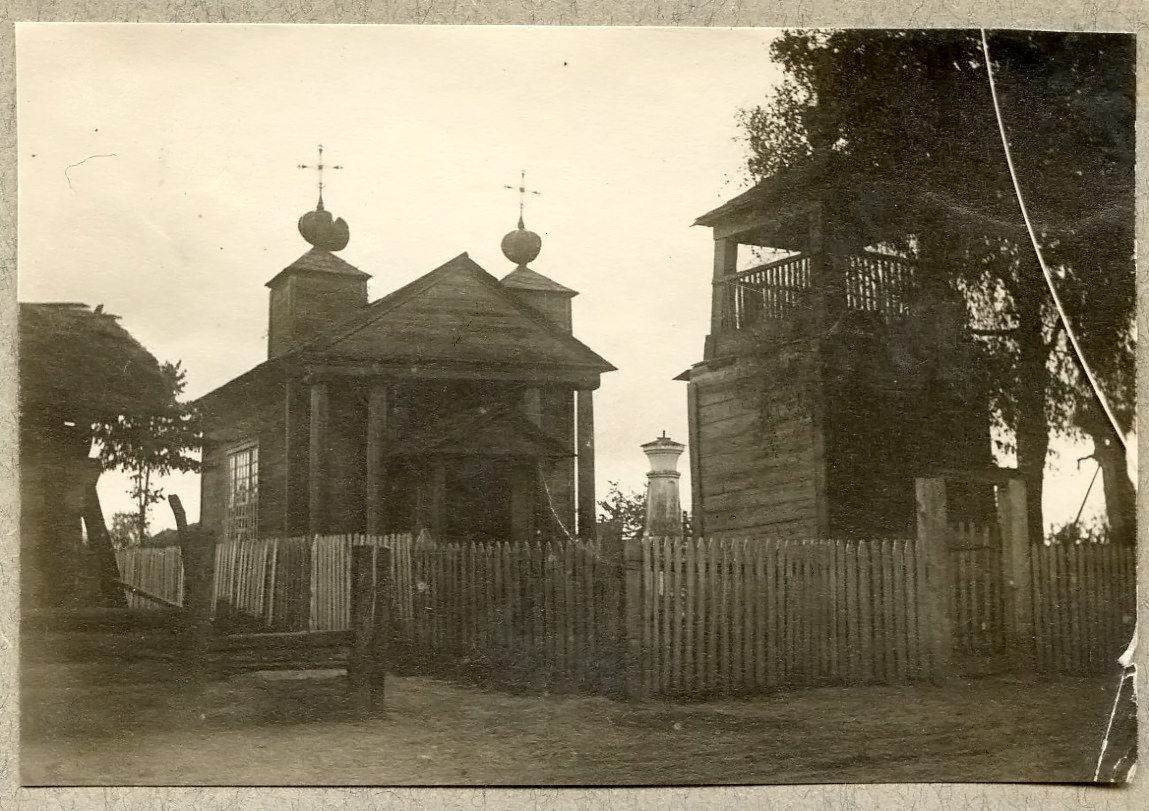
Церковь в Озеричино, 1910—1915 годы

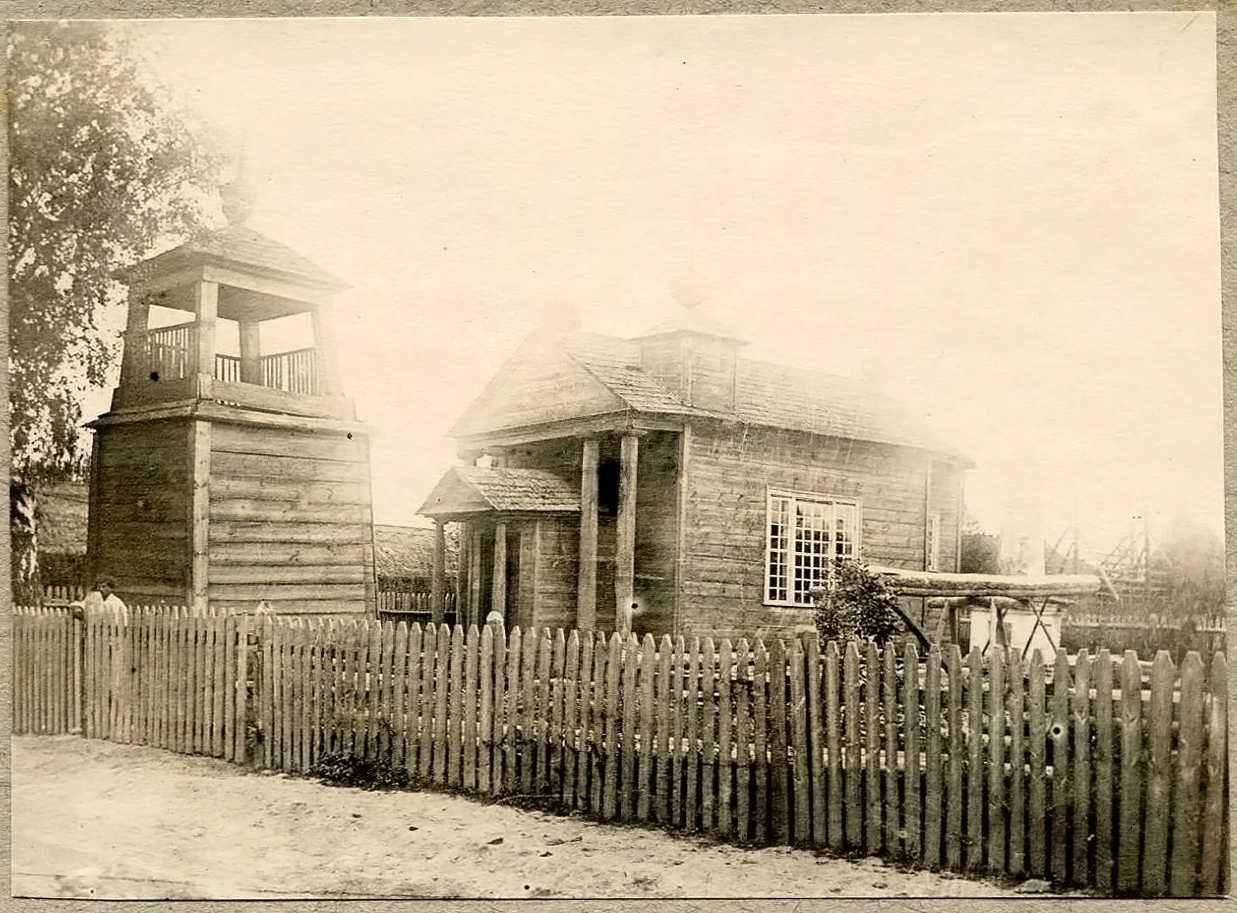
Церковь в Озеричино, 1910—1915 годы

В конце XIX века к имению Озеричин Шевичей относился также застенок Роберт, имевший 1 двор. Размещался Роберт при военно-коммуникационном тракте между Дудичами и Узлянами.
В период Революции 1905—1907 годов в Озеричино произошло крестьянское волнение. 30 ноября 1905 года 25 крестьян деревни Озеричино на подводах прибыли к сенокосам владельца имения Озеричино, тайного советника Ивана Егоровича Шевича, захватили стога сена, несмотря на протест арендатора имения борисовского мещанина Розенталя и рабочих имения. В этот же день крестьяне начали забирать сено из имения: всего они вывезли до 4000 пудов сена, угрожали созревшим на помощь правительствам, полицейским, десятским и волосному председателю. В декабре, после направления в Игуменский уезд члена губернского учреждения Радевича, аграрное движение в Озеричино было подавлено. Воинская команда арестовала агитатора крестьянина Кудина. В результате судебного заседания был обвинен 21 человек.
В 1912 году создано земское народное училище.

### Новейшее время
С конца февраля 1918 года территория оккупирована войсками Германской империи. 25 марта 1918 года согласно Третьей Уставной грамоте провозглашалась частью Белорусской Народной Республики. В декабре 1918 года занята Красной Армией, с 1 января 1919 года в соответствии с постановлением I съезда КП(б) Беларуси она вошла в состав Советской Белоруссии, с 27 февраля 1919 года — в ЛитБел ССР. Во время польско-советской войны в августе 1919 — июле 1920 годов и в середине октября 1920 года под оккупацией Польши (Минский округ ГУУЗ).
С 31 июля 1920 года в Белорусской ССР. В советское время от Озеричино отделена большая часть деревни, из нее образован посёлок Ленинский. Народное училище преобразовано в школу I степени, в 1922 году было около 130 учеников.
С 21 августа 1925 года по 16 июля 1954 года центр Озеричинского сельсовета Самохваловичского района Минского округа (до 26 июля 1930), с 18 января 1931 года в Пуховичском районе, с 12 февраля 1935 года в Руденском районе, с 6 июля 1935 года в Смиловичском районе, с 11 февраля 1938 года в Руденском районе, с 20 февраля 1938 года в Минской области. В начале 1930-х годов проведена коллективизация, образован колхоз «Декада обороны», работала кузница.
Во Вторую мировую войну с конца июня 1941 года территория оккупирована нацистской Германией. В Озеричино и окрестностях действовало советское подполье и советская партизанская бригада «Беларусь». В 1943 году в Озеричино размещался партизанский склад боеприпасов. Во время карательных немецких операций в июле 1943 года и марте 1944 года были сожжены 93 дома, погублены 5 человек. 4 июля 1944 года деревня освобождена частями 1-го Белорусского фронта. После войны деревня была восстановлена.
С 16 июля 1954 года в Цитвянском сельсовете, с 20 января 1960 года в Пуховичском районе, с 31 марта 1977 года в Узлянском сельсовете. В 1960 году имела статус посёлка. 24 ноября 1966 года к деревне присоединена территория посёлка Великая Лука. В 1969 году центр колхоза «Победа», были средняя школа, клуб, библиотека, медицинский пункт, отделение связи.
До 28 мая 2013 года в Узлянском сельсовете. После упразднения Узлянского сельсовета включена в Новопольский сельсовет.
30 января 2014 года деревня Озеричино преобразована в агрогородок.

## Население

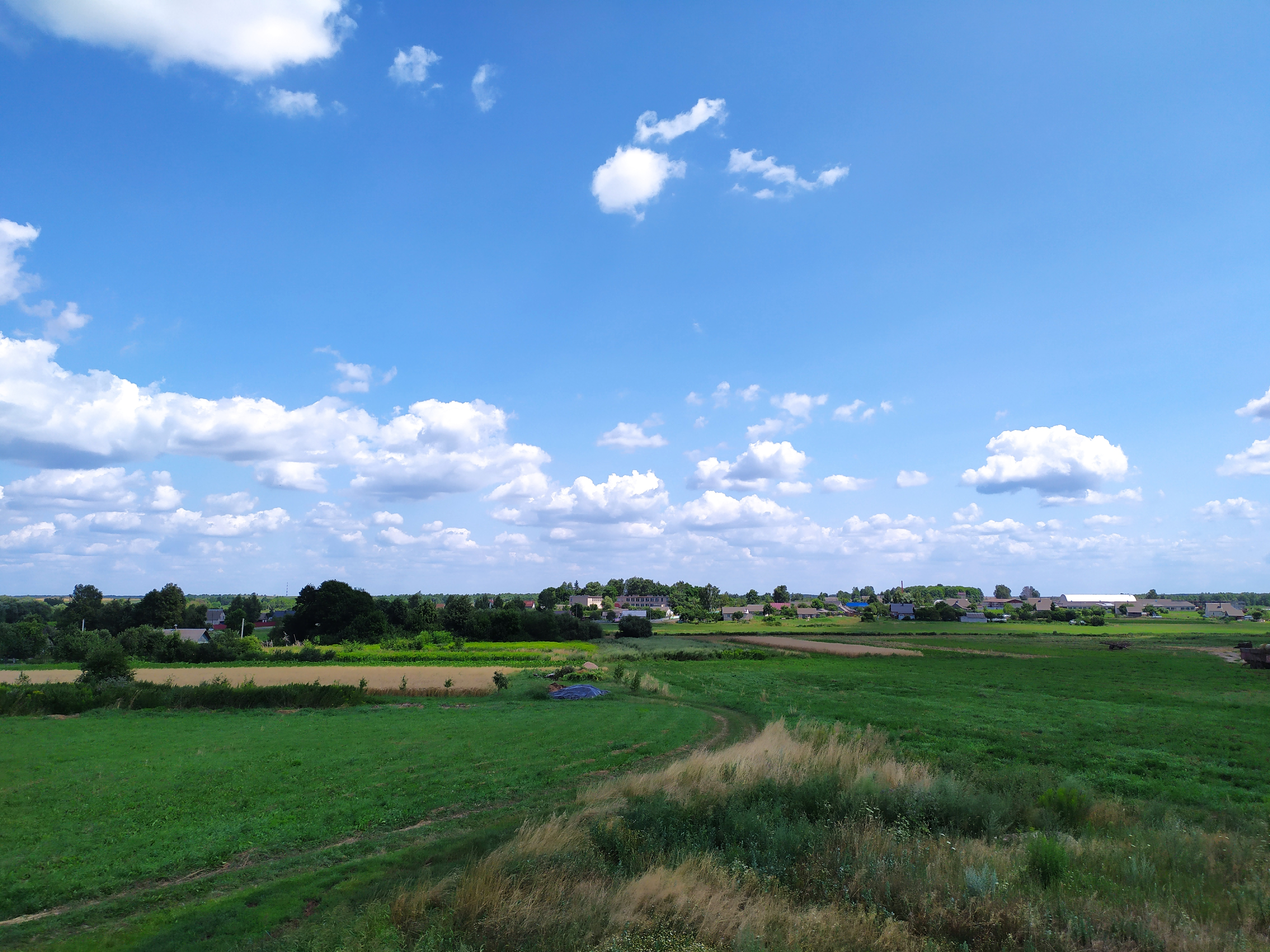
Озеричино, 2021 г.

### Численность
- 2019 год — 246 жителей

### Динамика
- 1800 год — 100 дворов, 831 жителей
- 1816 год — 67 дворов, около 500 жителей
- 1885 год — 88 дворов, 844 жителей[7]
- 1897 год — 204 дворов, 662 души мужского пола, 678 душ женского пола
- 1908 год — 254 дворов, 1680 жителей (деревня); 1 двор, 20 жителей (имение); 1 двор, 10 жителей (мельница)
- 1917 год — 285 дворов, 1832 жителей; имение — 1 двор, 70 жителей
- 1960 год — 217 жителей
- 1969 год — 134 дворов, 353 жителей
- 1995 год — 131 двор, 318 жителей
- 1999 год — 310 жителей (перепись населения)
- 2002 год — 113 дворов, 290 жителей
- 2009 год — 286 жителей (перепись населения)
- 2012 год — 94 хозяйства, 247 жителей
- 2019 год — 246 жителей (перепись населения)

## Улицы
- Луговая улица
- Новая улица
- Новый переулок
- Парковая улица
- Центральная улица
- Школьная улица

## Инфраструктура

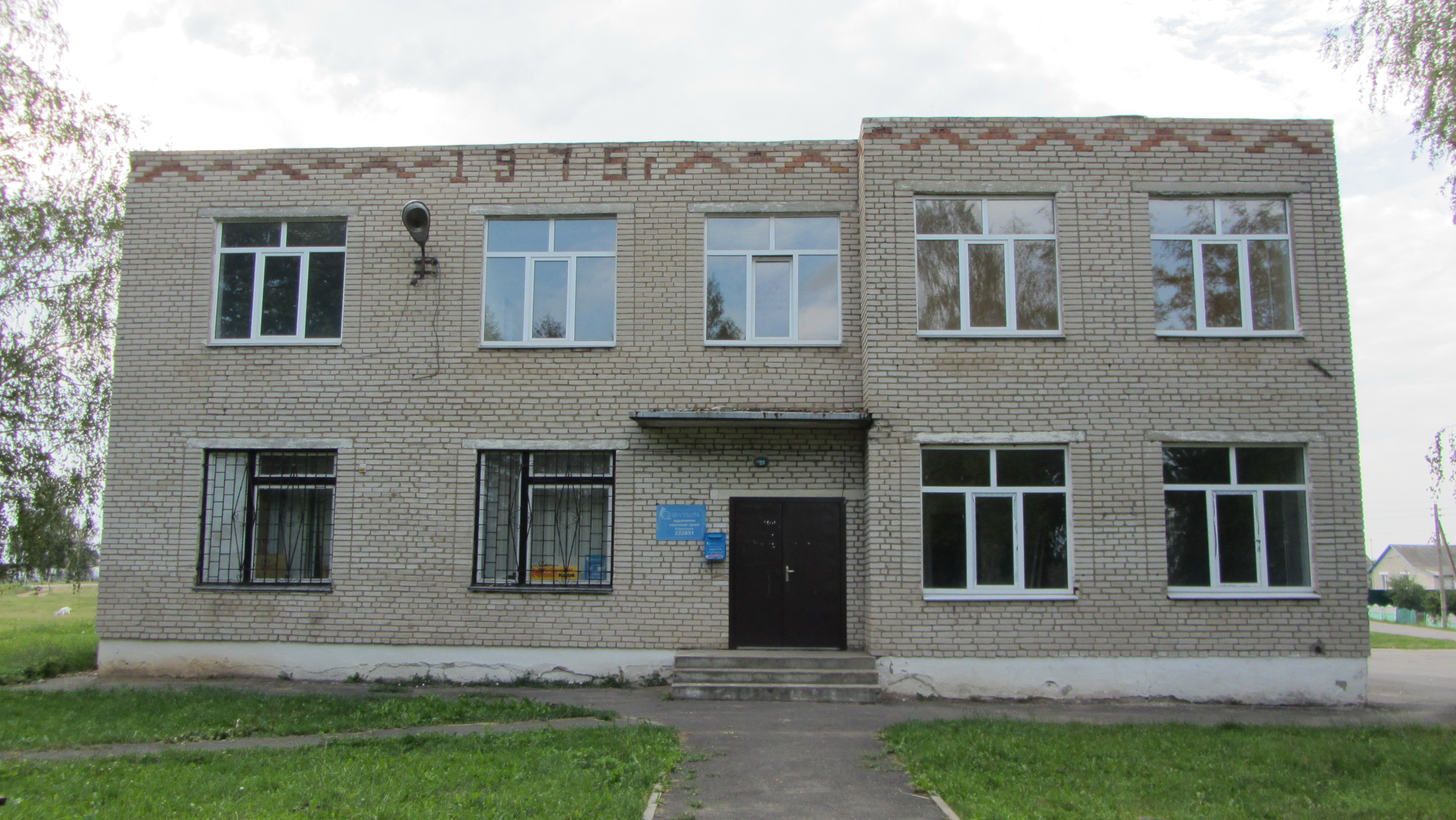
Отделение связи

- Базовая школа[14]
- Библиотека
- Отделение связи
- Пожарная часть
- Торговые объекты
- Фельдшерско-акушерский пункт

## Экономика
- Фермерские хозяйства

## Культура
- Дом культуры
- Музей Боевой Славы II Минской партизанской бригады имени П. К. Пономаренко ГУО "Озеричинская базовая школа"

## Достопримечательность
- Памятник землякам[15]. У здания отделения связи и правления колхоза в память 173 земляков, погибших в годы Второй мировой войны, в 1973 году поставлен памятник (скульптор М. Яковенко; бетон, мраморная крошка; высота скульптуры 2,5 м, стелы 6 м). Состоит из 2 частей — скульптуры матери в трауре и стелы с фамилиями погибших. Коленопреклоненная женская фигура расположена возле стелы и повернута к ней. В руках, сложенных накрест на груди, полевой цветок. Мягкие складки платка повторяют движение фигуры. Единый объём пластической обобщенной скульптуры подчинен плавному ритму. Возле памятника площадка, вокруг которой разбит газон[16].
- Мемориальный крест в честь первого упоминания деревни Озеричино в письменных источниках. Открыт в 2021 году, художник-кузнец Юрий Мацко, скульптор Игорь Засимович. В 2024 году у мемориального креста заложена Аллея Памяти из елей и Аллея из спирей.

### Утраченное наследие
- Казьмодемьяновская часовня-церковь (1813), уничтожена в конце 1930-х

## Галерея

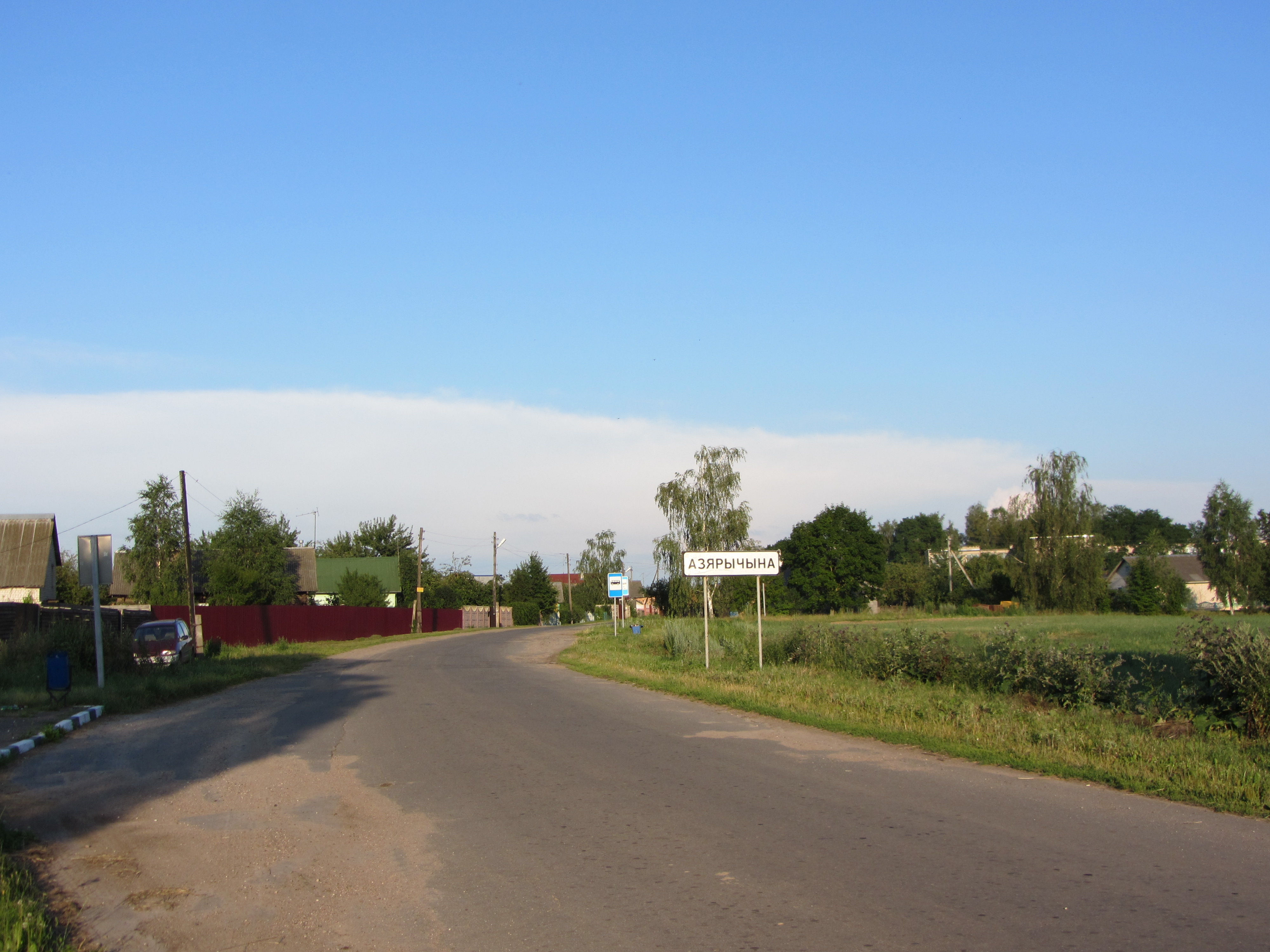
Панорама
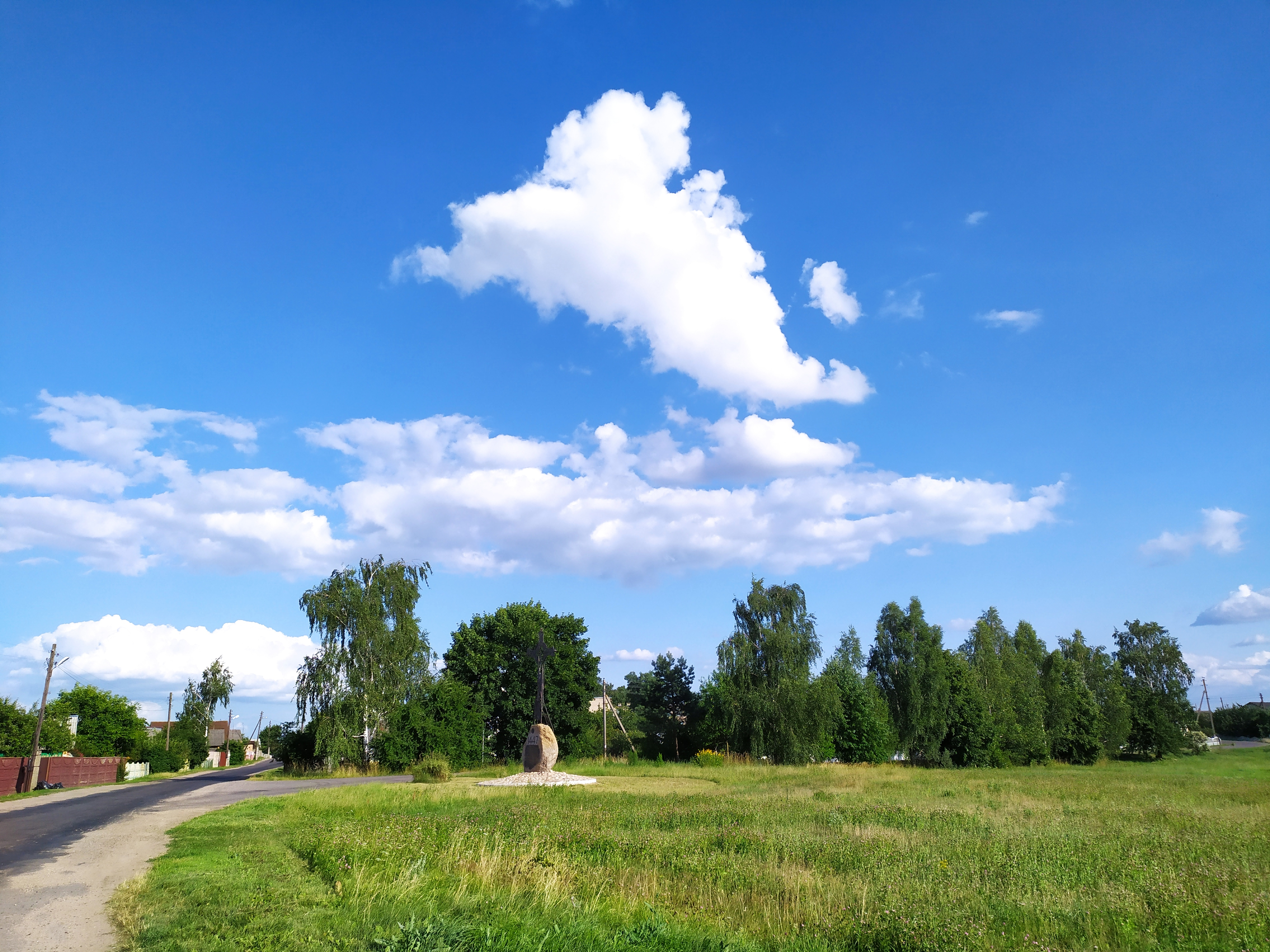
Памятный знак
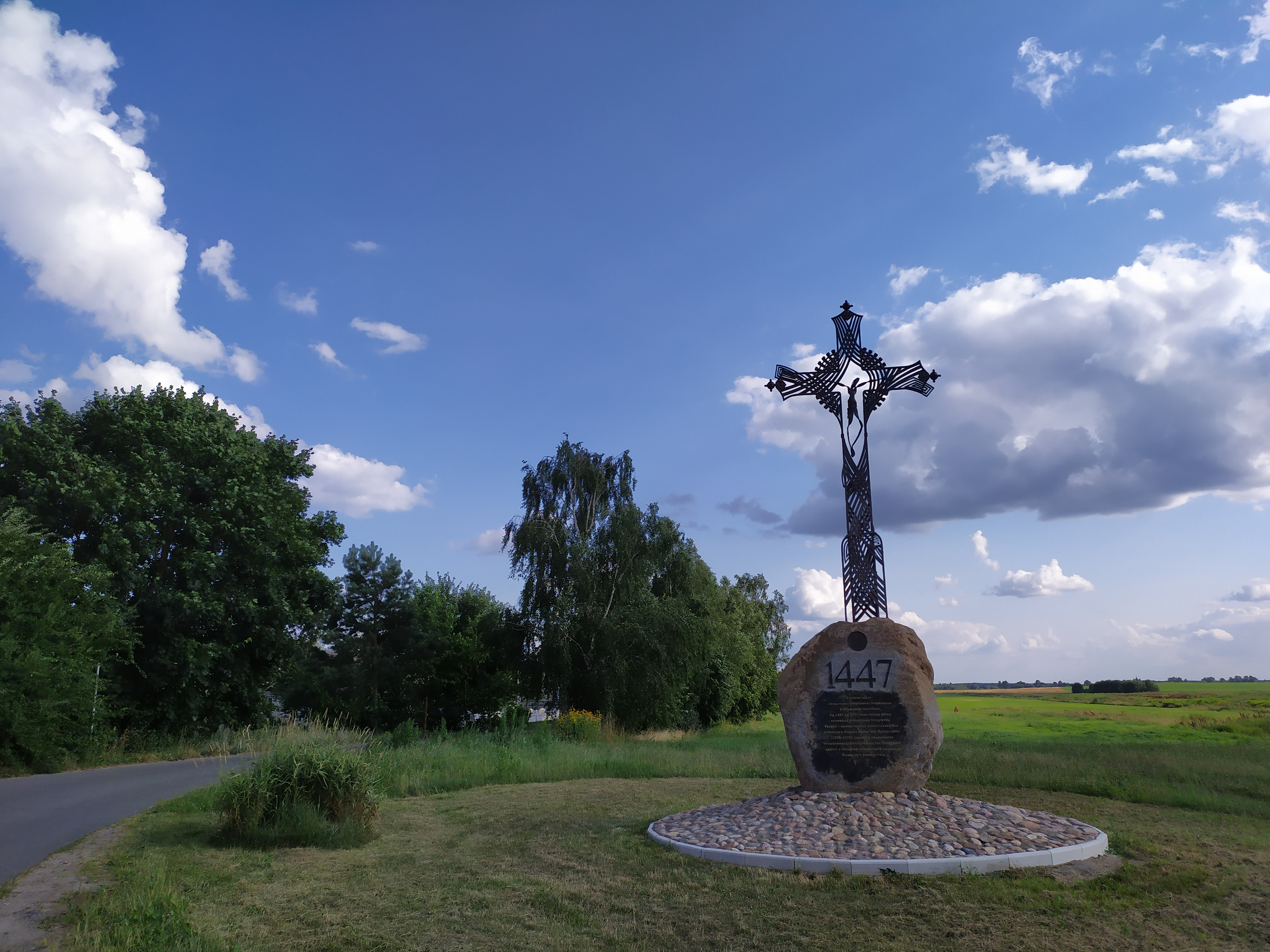
Мемориальный крест
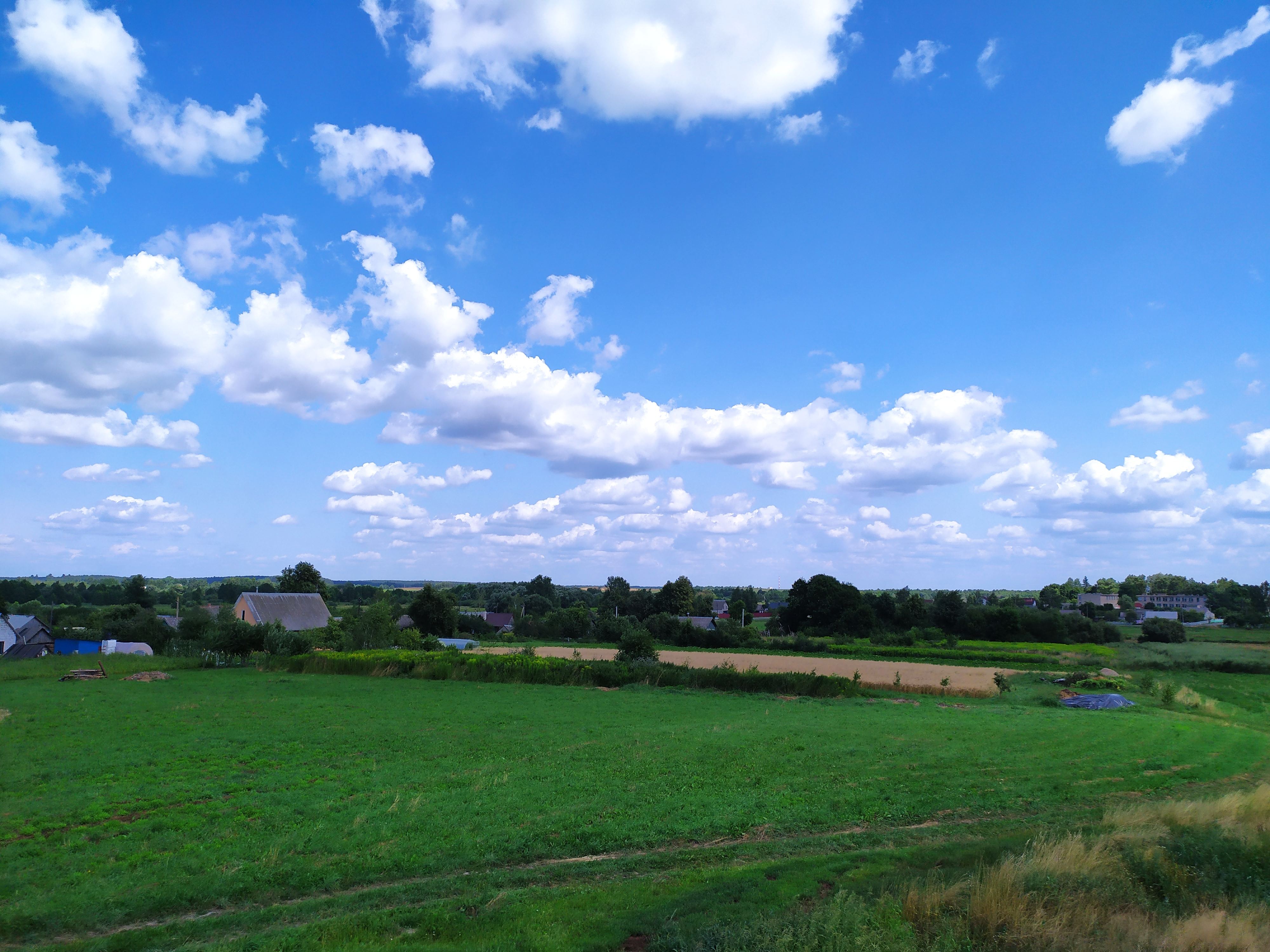
Панорама
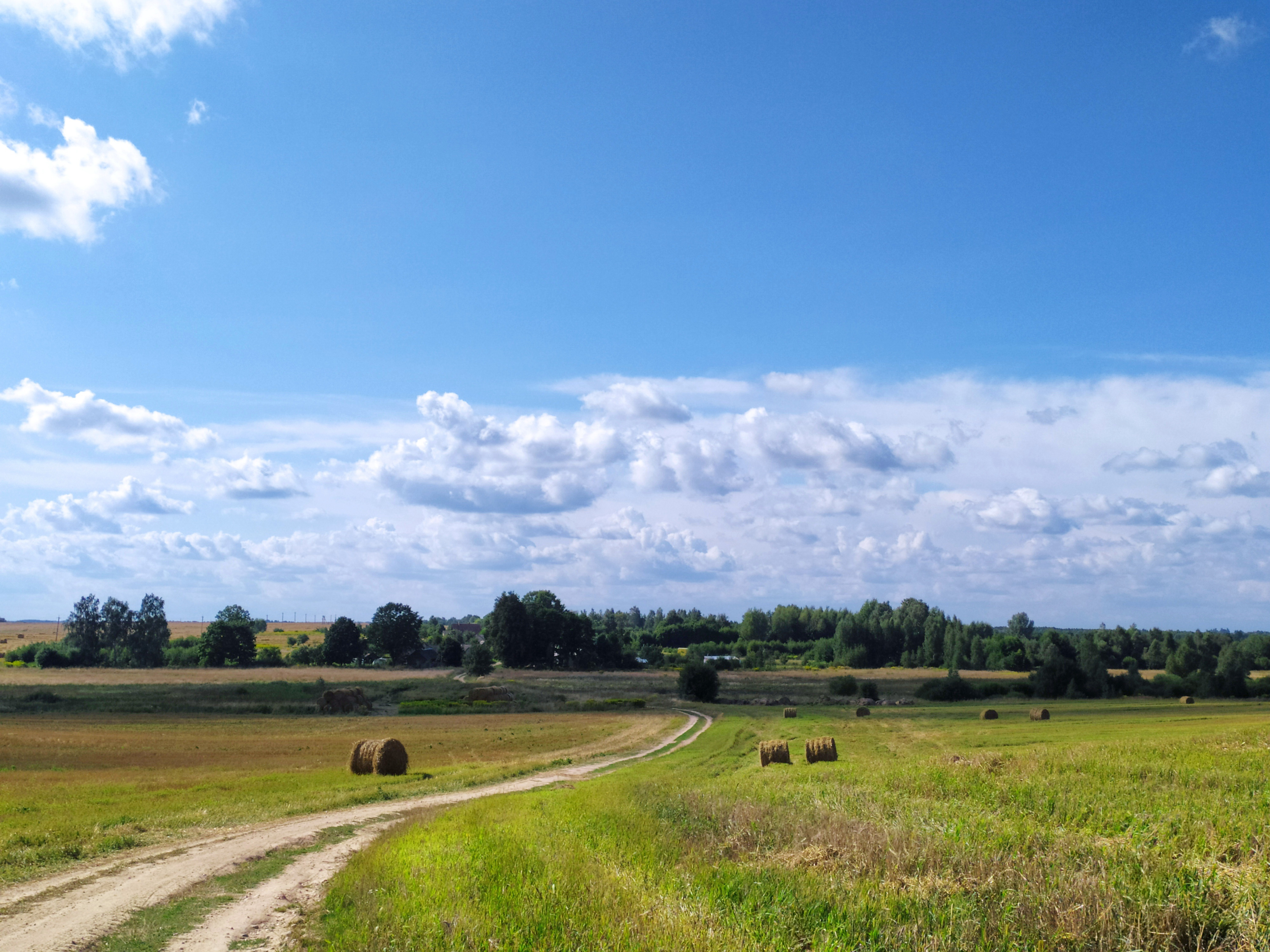
Озеричино (ранее — территория посёлка Большая Лука)
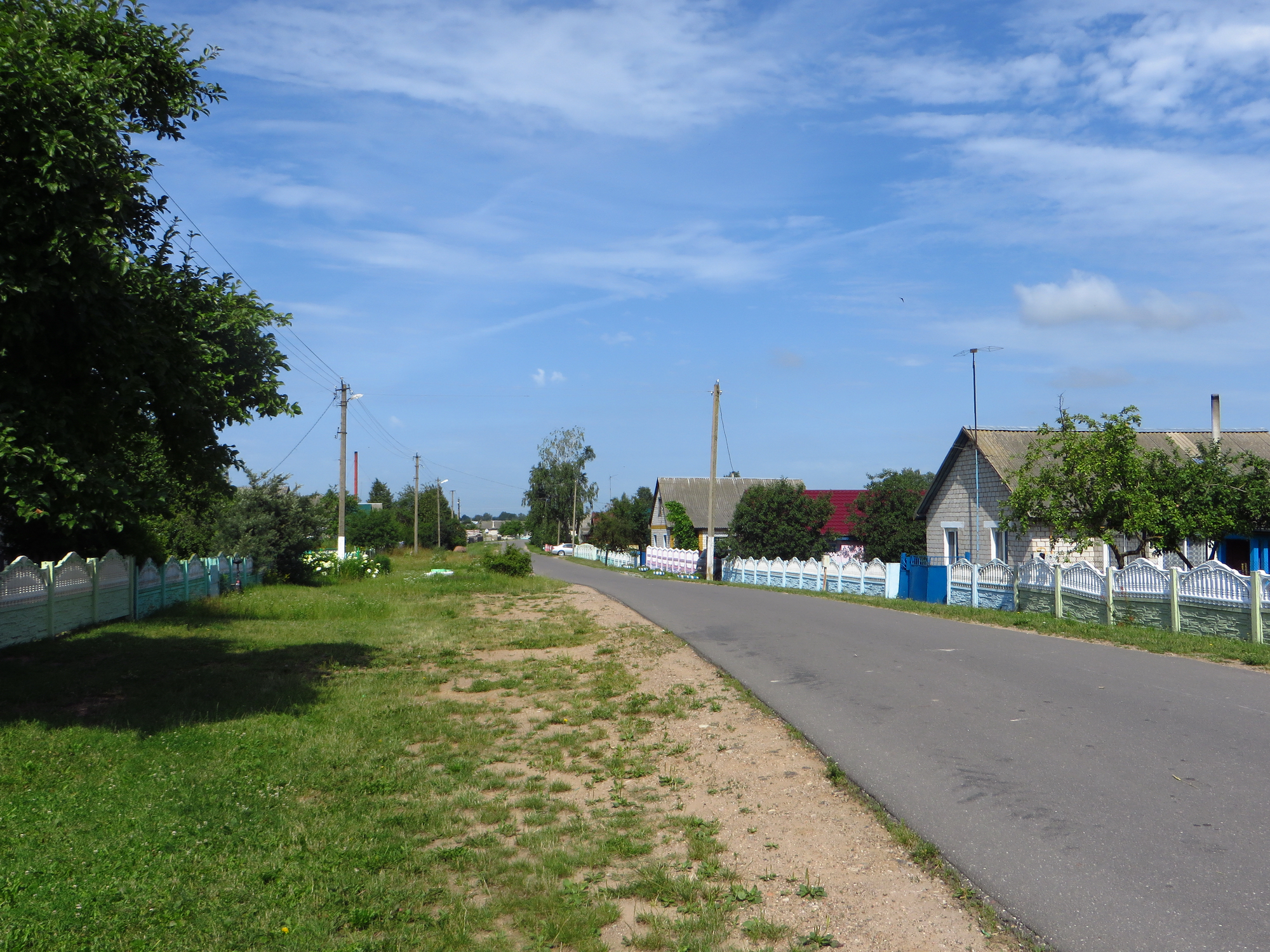
Улица Школьная
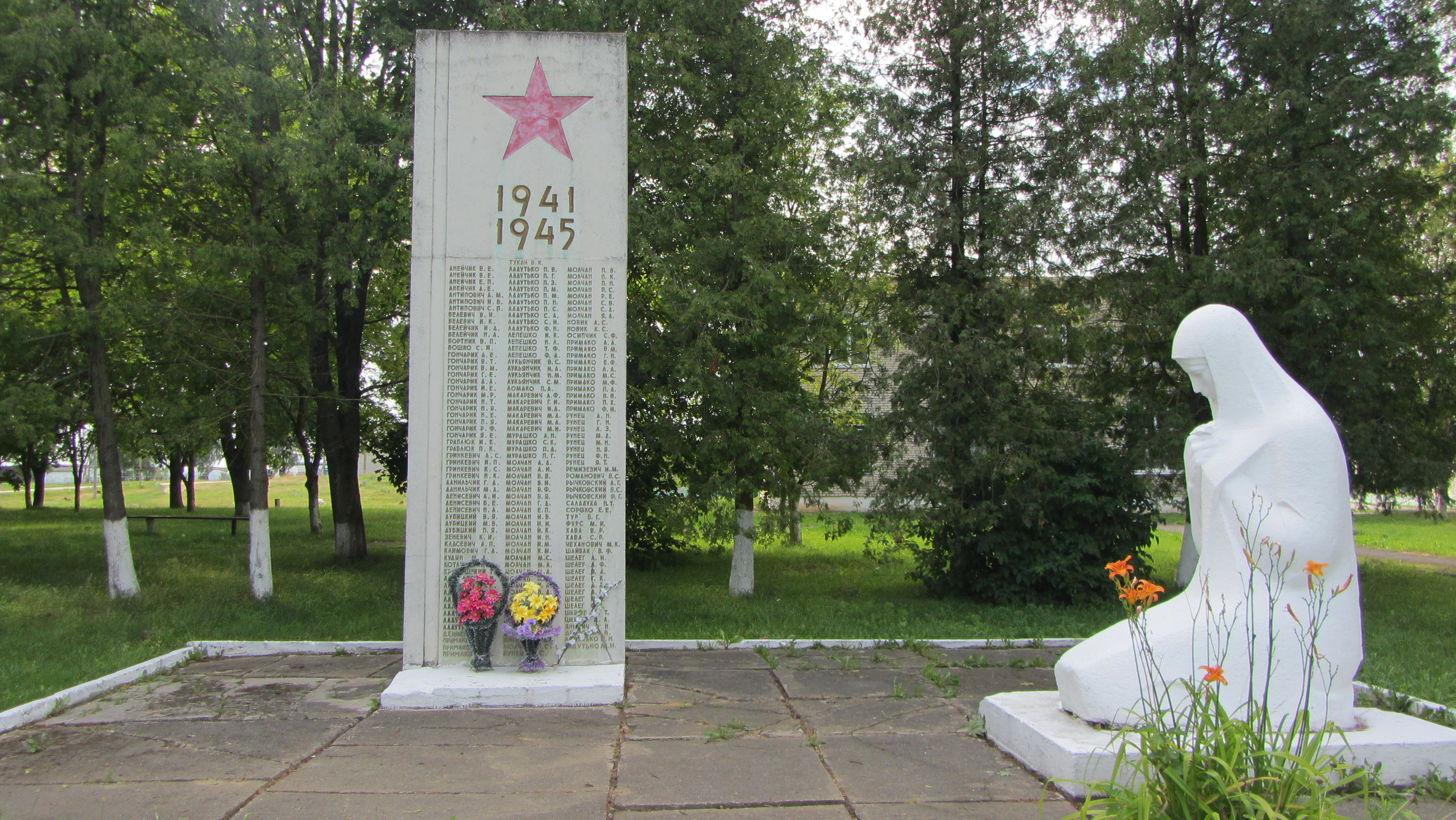
Памятник землякам
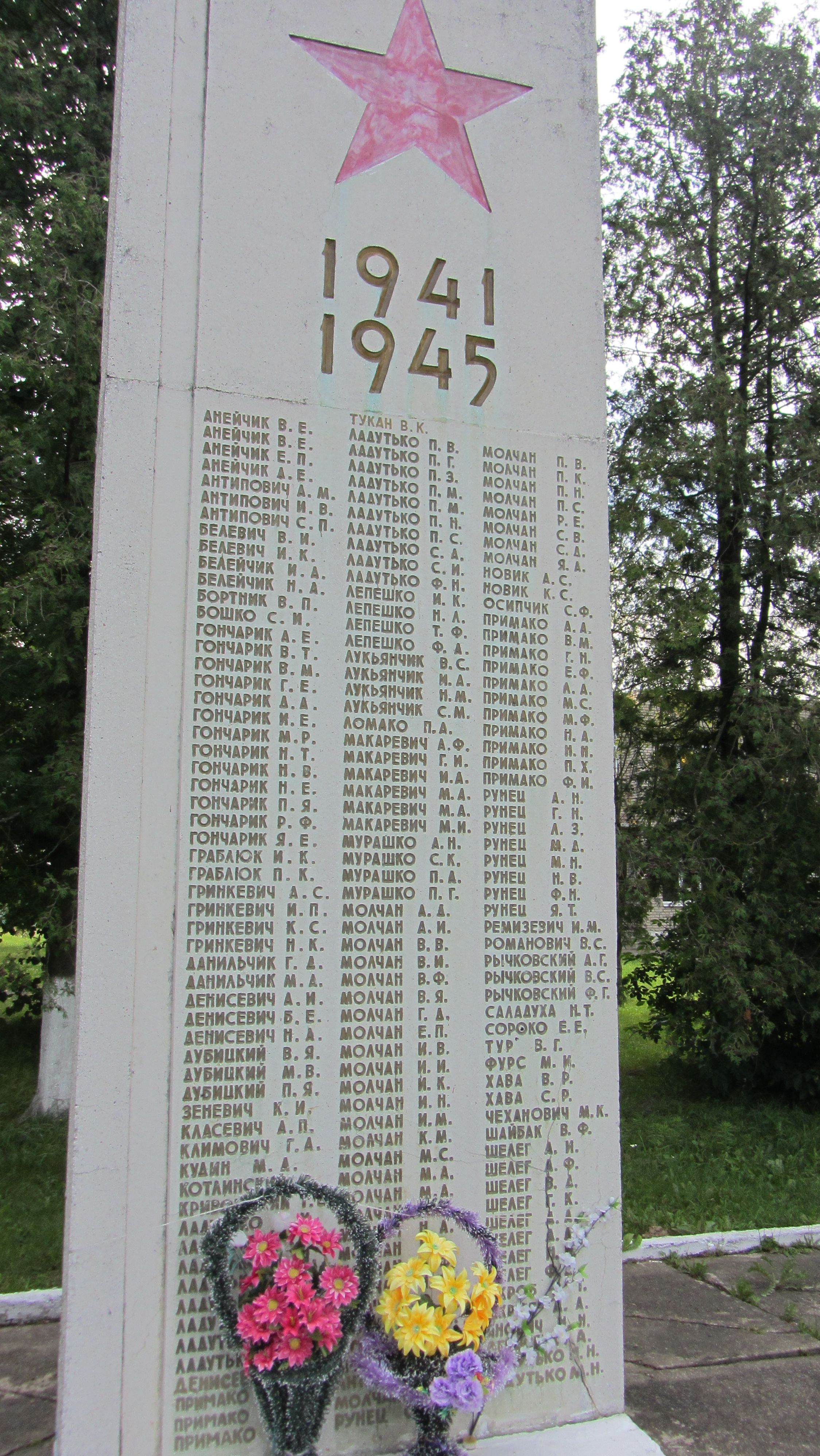
Памятник землякам
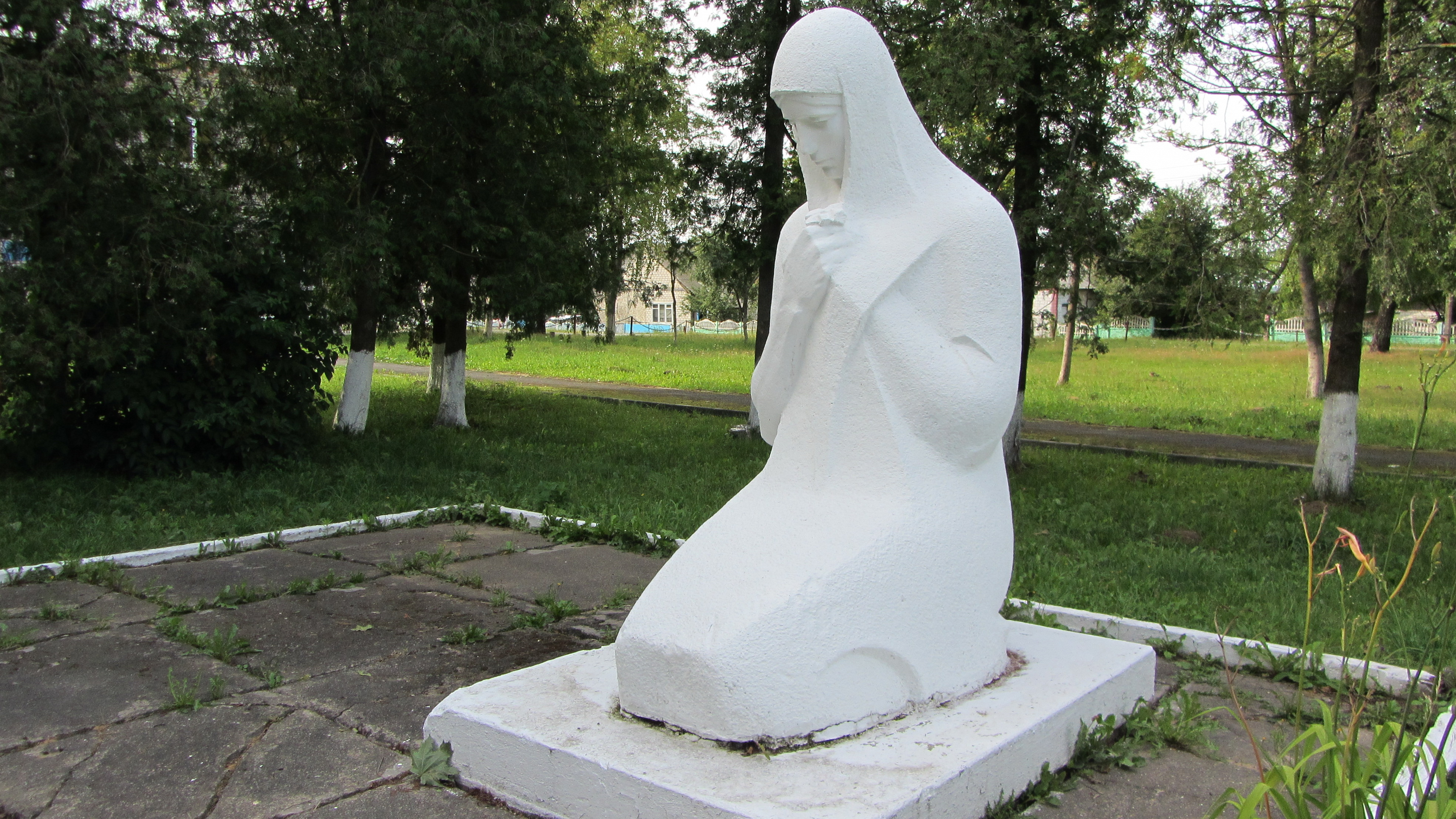
Памятник землякам

## В литературе
В 2019 году была издана краеведческая книга «Слаўнае сяло Азярычына: Свет нашых продкаў» («Славное село Озеричино: Мир наших предков») авторства братьев Дмитрия и Юрия Санько.

## Известные лица
- Рунец, Петр Николаевич (1911—1997) — белорусский писатель.
- Дмитрий Санько́ или Змицер Санько (род.1949 г.) — белорусский биолог, языковед, издатель. Кандидат биологических наук.
- Юркевич, Елена Романовна (1903—1986) — Герой Социалистического Труда (1950).